# 阿耶斯總統省
阿耶斯總統省（西班牙語：Presidente Hayes，西班牙語發音：[pɾesiˈðente ˈaʝes]）是巴拉圭的一個省，位於該國中西部，東界巴拉圭河，西南隔皮科馬約河與阿根廷福爾摩沙省相望。面積 72,907平方公里，2002年人口 81,876人。首府阿耶斯镇。
阿耶斯總統省一共隸有7縣。
以美国第19任总统拉瑟福德·伯查德·海斯（Rutherford Birchard Hayes）命名。海斯总统在仲裁巴拉圭和阿根廷在巴拉圭战争之后的边界争端时将该领土划分给巴拉圭。

## 與臺灣之對蹠點關係
阿耶斯總統省的多數部分對蹠點在臺灣。

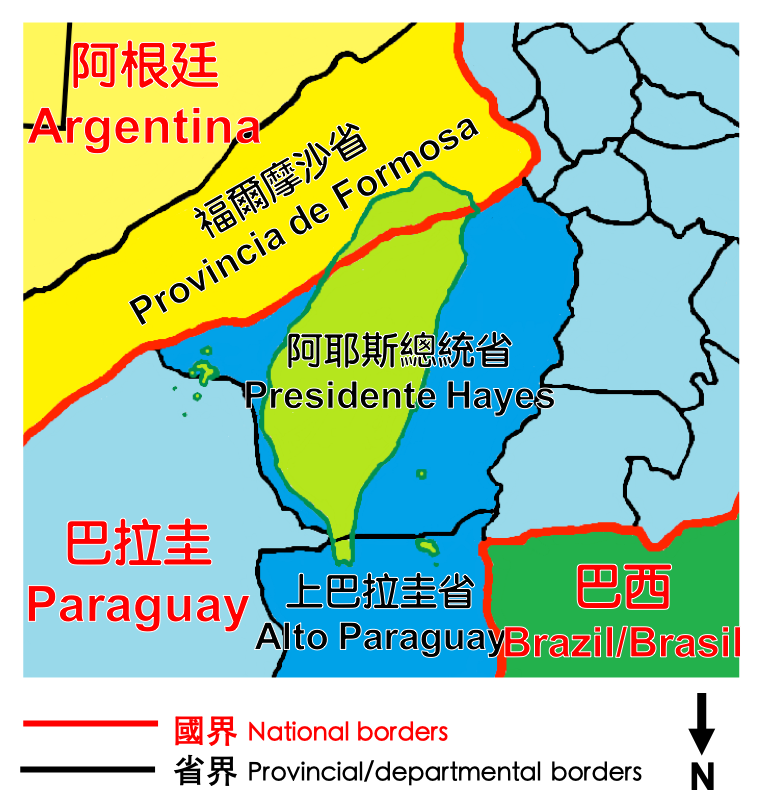
阿耶斯總統省與臺灣之對蹠點關係示意

除了臺灣北部是阿根廷福爾摩沙省的對蹠點、臺灣屏東縣南端與台東縣蘭嶼鄉是上巴拉圭省的對蹠點、澎湖縣南半部分是波格隆省的對蹠點之外，臺灣的大多數區域對蹠點皆在阿耶斯總統省。